# The Chessmaster
The Chessmaster è un videogioco di scacchi pubblicato a partire dal 1989 per le console Game Boy, Game Gear, Mega Drive, NES e Super Nintendo da vari editori.
È il terzo titolo della longeva serie di Chessmaster e il primo uscito per le console. Fu seguito direttamente da The Chessmaster 3000 (1991) per computer, mentre il successivo titolo per console è The Chessmaster 3-D (1995).